# Mitchell Lewis
Mitchell Lewis est un acteur américain, né le 26 juin 1880 à Syracuse (New York) (États-Unis), mort le 24 août 1956 à Woodland Hills (États-Unis).

## Filmographie

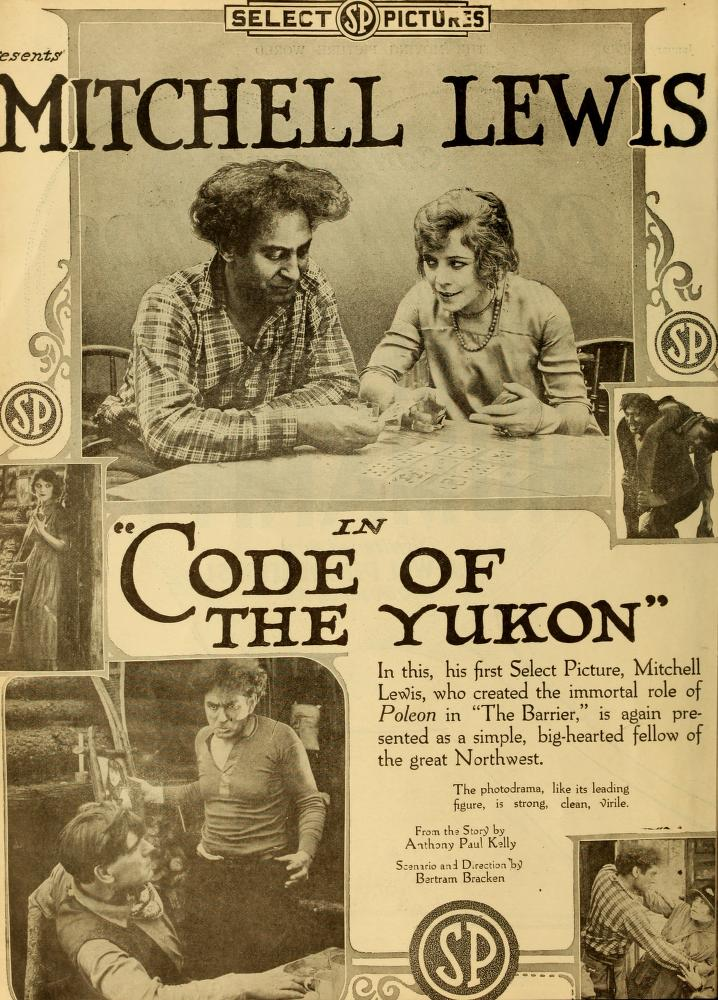
Code of the Yukon (1919)

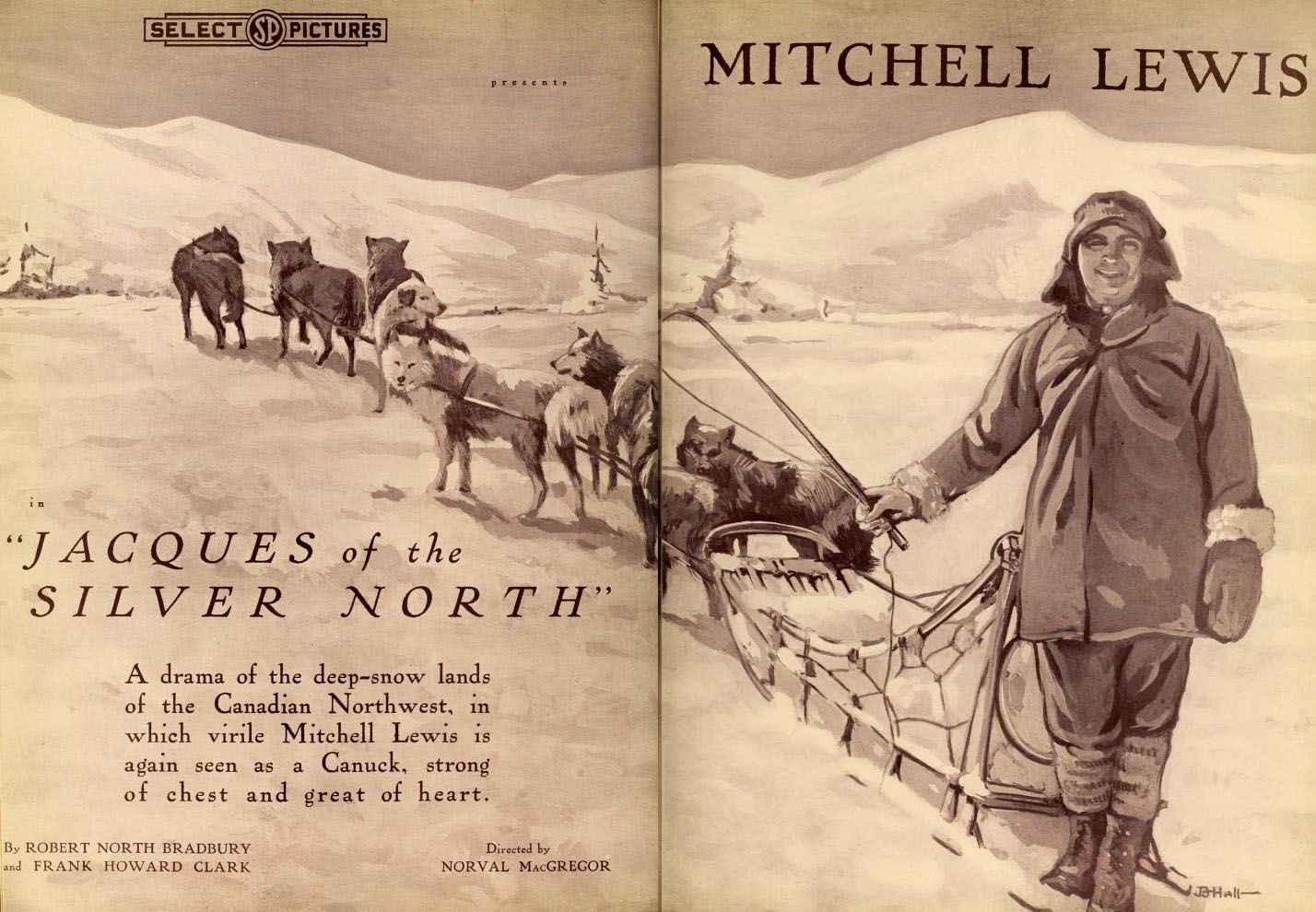
Jacques of the Silver North, 1919

### Années 1910
- 1914 : The Million Dollar Mystery : Gang Leader
- 1914 : Deborah : Nathan, an Apostate Jew
- 1914 : The Tell-Tale Scar
- 1916 : The Come-Back : Bully Bill
- 1916 : The Flower of No Man's Land : Kahoma
- 1917 : The Barrier : Poleon Doret
- 1917 : The Bar Sinister : Ben Swift
- 1918 : The Sign Invisible : Lone Deer
- 1918 : Nine-Tenths of the Law : Jules Leneau
- 1918 : Life's Greatest Problem : Big Steve Reardon
- 1918 : Code of the Yukon : Jean Dubois
- 1919 : Children of Banishment : Dick Bream
- 1919 : Calibre 38 : Austin Brandt
- 1919 : Fool's Gold (film, 1919) : Marshall Strong
- 1919 : Jacques of the Silver North : Jacques La Rouge
- 1919 : The Faith of the Strong : Paul La Rue
- 1919 : The Last of His People : Lone Wolf, aka Wolf Briggs
- 1919 : Le Roman de Daisy (Carolyn of the Corners) de Robert Thornby

### Années 1920
- 1920 : Burning Daylight : Burning Daylight
- 1920 : King Spruce : Dwight Wade
- 1920 : Les Mutinés de l'Elsinore (The Mutiny of the Elsinore) d'Edward Sloman : John Pike
- 1921 : At the End of the World
- 1922 : The Siren Call : Beauregard, a trapper
- 1922 : On the High Seas (en) d'Irvin Willat : Joe Polack
- 1922 : The Marriage Chance : The Mute
- 1922 : The Woman Conquers : Lazar
- 1923 : The Little Girl Next Door : Tug Wilson
- 1923 : Salomé de Charles Bryant : Hérode, tétrarque de Judée
- 1923 : Her Accidental Husband : 'Old Blind Goring' (Her Father)
- 1923 : Le Roman d'une reine (Rupert of Hentzau) de Victor Heerman : Bauer
- 1923 : La Brebis égarée (The Spoilers) de Lambert Hillyer : Marshal Voorhees
- 1923 : Destroying Angel : 'Strangler' Olsen
- 1923 : La Folie de l'or (Gold Madness) de Robert Thornby : Soctty McGee
- 1923 : A Prince of a King : Andrea, the giant
- 1923 : The Miracle Makers : Bill Bruce
- 1924 : Half-a-Dollar Bill de W.S. Van Dyke : Papeete Joe
- 1924 : Three Weeks d'Alan Crosland : Vassili
- 1924 : The Red Lily, de Fred Niblo : D'Agut
- 1924 : The Mine with the Iron Door : Sonora Jack
- 1925 : Flaming Love : Osner
- 1925 : Le Courrier rouge (The Crimson Runner) de Tom Forman : Conrad (the black)
- 1925 : Tracked in the Snow Country : Jules Renault
- 1925 : La Sorcière (The Mystic) de Tod Browning : Zazarack
- 1925 : Ben-Hur (Ben-Hur: A Tale of the Christ) de Fred Niblo : Sheik Ilderim
- 1926 : Wild Oats Lane : The Bum
- 1926 : Typhoon Love (en) de Norman Dawn
- 1926 : Vagabond malgré elle (Miss Nobody) de Lambert Hillyer : Harmony
- 1926 : The Sea Wolf : Johansen, the Mate
- 1926 : The Last Frontier : Lige
- 1926 : Le Corsaire masqué (The Eagle of the Sea) de Frank Lloyd : Crackley
- 1926 : Vaincre ou mourir (Old Ironsides) : le chef pirate
- 1926 : Marine d'abord ! (Tell It to the Marines) de George W. Hill : Native starting fight
- 1927 : Forgotten Sweeties
- 1927 : Hard-Boiled Haggerty : Major Cotton
- 1927 : Sur la piste blanche (Back to God's Country) : Jean DeBois
- 1928 : Le Spahi (Beau Sabreur) : Suleman the Strong
- 1928 : Tenderloin : Le professeur
- 1928 : The Hawk's Nest : James Kent
- 1928 : L'Homme le plus laid du monde (The Way of the Strong) de Frank Capra : Handsome Williams
- 1928 : Out with the Tide : Captain Lund
- 1928 : The Speed Classic : Mr. Thornton
- 1928 : Les Damnés de l'océan (The Docks of New York) de Josef von Sternberg : Andy
- 1929 : The Devil Bear : Jack Crawford
- 1929 : Au-delà du devoir (The Leatherneck) de Howard Higgin : Officier de cour martiale
- 1929 : One Stolen Night : Blossom
- 1929 : Le Pont du roi Saint-Louis (The Bridge of San Luis Rey) : Capt. Alvarado
- 1929 : Linda : Stillwater
- 1929 : La Garde noire (The Black Watch) : Mohammed Khan
- 1929 : Madame X : Colonel Hanby

### Années 1930
- 1930 : Girl of the Port : McEwen
- 1930 : Beau Bandit : Colosso
- 1930 : Mammy : Tambo
- 1930 : The Bad One de George Fitzmaurice : Borloff
- 1930 : Coucous (The Cuckoos) de Paul Sloane : Julius
- 1930 : : L'Amérique a soif (See America Thirst) de William J. Craft : Screwy O'Toole
- 1931 : Ex-Plumber (en) de William Goodrich
- 1931 : Never the Twain Shall Meet : Larrieau
- 1931 : Son of India de Jacques Feyder : Hamid
- 1931 : Oh! Oh! Cleopatra
- 1931 : L'Indienne (The Squaw Man) : Tabywana
- 1932 : Les Affaires et le Plaisir (Business and Pleasure) de David Butler : Hadj Ali
- 1932 : Le Monde et la Chair (The World and the Flesh) de John Cromwell : Sukhanov
- 1932 : New Morals for Old (en) : Bodvin
- 1932 : McKenna of the Mounted : Henchman Pierre
- 1932 : Kongo : Hogan
- 1933 : Le Secret de Madame Blanche (The secret of Madame Blanche) : Duval
- 1933 : Ann Vickers : Captain Waldo
- 1934 : Le Comte de Monte-Cristo (The Count of Monte Cristo) : Capt. Vampa
- 1934 : Marie Galante d'Henry King : Yermack, Steamship Crew Member
- 1935 : The Best Man Wins : Joe
- 1935 : Red Morning : Captain Perava
- 1935 : Oil for the Lamps of China : Skipper of Ship
- 1935 : La Jolie Batelière (The Farmer Takes a Wife) : Man in Office
- 1935 : Le Marquis de Saint-Evremont (A Tale of Two Cities) : Ernest Defarge
- 1936 : La Bohémienne (The Bohemian Girl) : Salinas
- 1936 : L'Or maudit (Sutter's Gold) de James Cruze : King Kamehameha
- 1936 : Fatal Lady (en) d'Edward Ludwig : Magistrate
- 1936 : Le Danseur pirate (Dancing Pirate) de Lloyd Corrigan : le chef pirate
- 1936 : Anthony Adverse : White man whipping slave
- 1936 : Mummy's Boys : Haroun Pasha
- 1937 : Torture Money : False accident witness
- 1937 : Espionnage de Kurt Neumann : Sondheim
- 1937 : L'Amour à Waikiki (Waikiki Wedding), de Frank Tuttle : Koalani
- 1937 : Song of Revolt : Jailer
- 1937 : The Emperor's Candlesticks : Plainclothesman
- 1937 : Big City : Det. Haley
- 1937 : Marie Walewska (Conquest) : Beppo
- 1937 : The Bad Man of Brimstone : Jake Mulligan
- 1938 : What Price Safety!
- 1938 : Le Retour d'Arsène Lupin (Arsène Lupin Returns) : Detective
- 1938 : Trois Camarades (Three Comrades) : Boris
- 1938 : Anaesthesia
- 1938 : The Magician's Daughter : Stage Doorman
- 1938 : Rich Man, Poor Girl : Man Who Yells (voix)
- 1938 : M. Moto dans les bas-fonds (Mysterious Mr. Moto) : Nola
- 1939 : Stand Up and Fight : Cheating Gambler
- 1939 : La Ronde des pantins (Idiot's Delight) : Chef Wahoo (Indien)
- 1939 : Let Freedom Ring (en) de Jack Conway : Joe
- 1939 : Au service de la loi (Sergeant Madden) : Officier Minetti
- 1939 : Bridal Suite : Hotel runner
- 1939 : 6000 Enemies : Milky
- 1939 : Le Magicien d'Oz (The Wizard of Oz) de Victor Fleming : Captain of the Winkie Guard
- 1939 : Bad Little Angel : Fireman Telling Wilks Tommy Went Into Fire
- 1939 : Le Secret du docteur Kildare : Adam, Nora's Gardener
- 1939 : Henry Goes Arizona : Rancher Bull Carson

### Années 1940
- 1940 : La Jeunesse d'Edison (Young Tom Edison) : Mcguire, Train Engineer
- 1940 : Strange Cargo : Guard
- 1940 : 20 Mule Team : Barfly at Bar
- 1940 : I Love You Again : Sailor yelling, 'Man overboard'
- 1940 : La Fièvre du pétrole (Boom Town) : Venezuelan foreman
- 1940 : Gallant Sons : Newspaper Buyer
- 1940 : Chercheurs d'or (Go West) : Indian Pete, Halfbreed
- 1941 : Forbidden Passage de Fred Zinnemann : Florida fisherman
- 1941 : L'Homme de la rue (Meet John Doe) de Frank Capra : Bennett (labor leader)
- 1941 : I'll Wait for You : Alfred 'Al'
- 1941 : Billy the Kid le réfractaire (Billy the Kid) : Bart Hodges
- 1941 : Les Marx au grand magasin (The Big Store) : Indian Father
- 1941 : Sucker List : Jake, Racketeer with Earphones
- 1941 : Franc Jeu (Honky Tonk) : Man #1 agreeing with Candy
- 1942 : Inflation : Paymaster
- 1942 : We Do It Because-
- 1942 : Kid Glove Killer : Restaurant Proprietor
- 1942 : Rio Rita : Julio (Credits) / Pete, the Mechanic
- 1942 : I Married an Angel : Hotel Porter
- 1942 : Cairo : Ludwig
- 1942 : Apache Trail : Bolt Saunders
- 1943 : La Du Barry était une dame (Du Barry Was a Lady) de Roy Del Ruth : Rebel Opening Door
- 1943 : The Cross of Lorraine : Villager
- 1943 : Whistling in Brooklyn S. Sylvan Simon : Bearded Baseball Spectator
- 1944 : The Immortal Blacksmith : Customer
- 1944 : Easy Life : Bartender
- 1944 : The Seventh Cross : Prisoner at concentration camp
- 1944 : Kismet de William Dieterle : Sheik
- 1944 : An American Romance de King Vidor : Detroit Auto Works Technician
- 1944 : Aventures au harem (Lost in a Harem) de Charles Reisner : Slave
- 1945 : The Thin Man Goes Home : Third Man Outside Barber Shop
- 1945 : Le Portrait de Dorian Gray (The Picture of Dorian Gray) : Waiter
- 1945 : The Great American Mug
- 1946 : Les Demoiselles Harvey (The Harvey Girls) : Sandy
- 1946 : Les Vertes Années (The Green Years) de Victor Saville : Smithy
- 1946 : Le Courage de Lassie (Courage of Lassie) : Gil Elson
- 1947 : The Mighty McGurk de John Waters : Bartender
- 1947 : It Happened in Brooklyn : Printer
- 1947 : Song of the Thin Man : Jailkeeper
- 1947 : L'As du cinéma (Merton of the Movies) : Set guard
- 1947 : Desire Me : Old man
- 1948 : Souvenirs of Death : Gun Shop Proprietor
- 1948 : Julia Misbehaves : Railroad Manager
- 1948 : The Kissing Bandit : Fernando
- 1948 : Tenth Avenue Angel : Vendor's Bystander
- 1949 : Match d'amour (Take Me Out to the Ball Game) : Fisherman
- 1949 : Mr. Whitney Had a Notion : Eli Whitney's Workman
- 1949 : Un homme change son destin (The Stratton Story) : Conductor
- 1949 : Border Incident : Older Bracero

### Années 1950
- 1950 : Les Âmes nues (Dial 1119) de Gerald Mayer
- 1950 : Two Weeks with Love : Mr. Schimpf
- 1950 : Kim : Farmer going to Umballa
- 1951 : Laisse-moi t'aimer (Mr. Imperium) de Don Hartman : Old watchman
- 1951 : Le Grand Attentat (The Tall Target) : Sleeping Train Passenger
- 1951 : Callaway Went Thataway : Studio Guard
- 1951 : The Man with a Cloak de Fletcher Markle : Zack, the waiter
- 1952 : L'Étoile du destin (Lone Star) de Vincent Sherman : Senator
- 1952 : Talk About a Stranger : Orchard Owner
- 1952 : Scaramouche : Major Domo
- 1952 : Washington Story (en) de Robert Pirosh : Spectator
- 1952 : The Merry Widow : The King's Page with pistol
- 1953 : Lili : Concessionaire
- 1953 : Le soleil brille pour tout le monde (The Sun Shines Bright) : Sheriff Andy Redcliffe
- 1953 : A Slight Case of Larceny : Court Clerk
- 1953 : Torch Song : Bill the Doorman
- 1953 : La Perle noire (All the Brothers Were Valiant) : Cook
- 1953 : Embrasse-moi, chérie (Kiss Me Kate) : Stage doorman
- 1955 : Trial : Jury Foreman
- 1956 : La Première balle tue (The Fastest Gun Alive) : Mr. Tuckert, Cross Creek Townsman